# Simon Greenleaf
Simon Greenleaf (5. prosince 1783 – 6. října 1853) byl americký právník, jeden ze zakladatelů Harvard Law School.
Jeho nejvýznamnějším dílem je patnáctisvazkové Pojednání o právu důkazním (A Treatise on the Law of Evidence) (1842-53).
Greenleaf se zapsal rovněž do dějin křesťanské apologetiky, neboť své poznatky z oblasti dokazování aplikoval na písemná svědectví evangelistů v Novém zákoně a dospěl k závěru, že zprávy evangelistů jsou z hlediska pravidel aplikovaných na dokazovaní před soudy věrohodné. Své poznatky shrnul ve studii nazvané An Examination of the Testimony of the Four Evangelists by the Rules of Evidence Administered in the Courts of Justice (1847).